# مونت‌کارلو (فیلم ۱۹۳۰)
مونت‌کارلو (انگلیسی: Monte Carlo) فیلمی در ژانر کمدی رمانتیک و موزیکال به کارگردانی ارنست لوبیچ است که در سال ۱۹۳۰ منتشر شد.

## بازیگران
- جانت مک‌دانلد
- زیسو پیتس
- تایلر بروک
- لایونل بلمور
- هلن گاردنر
- جان کرول
- فرنسیس دی
- دونالد نوویس